# Балка Сухі Яли-нижня
Ба́лка Сухі́ Яли́-ни́жня — ботанічна пам'ятка природи місцевого значення в Україні.
Один з об'єктів природно-заповідного фонду Запорізької області.

## Розташування
Розташована в Розівському районі Запорізької області, на території Новомлинівської сільської ради.

## Історія
Ботанічна пам'ятка природи оголошена рішенням Запорізької обласної ради народних депутатів 6-го скликання № 20 від 30 жовтня 2014 року.

## Мета
Мета створення — збереження ландшафтного та біологічного різноманіття, підтримання екологічного балансу, раціональне використання природних і рекреаційних ресурсів Запорізької області.

## Значення
Пам'ятка природи «Балка Сухі Яли-нижня» має особливе природоохоронне, естетичне і пізнавальне значення.

## Загальна характеристика
Площа 45 га.

## Флора
Флора балки представлена луговою та степовою рослинністю. Тут ростуть стоколос та кострець безостий, лисохвіст лучний, тимофіївка лучна, куничник наземний, ковила волосиста, півники карликові, чебрець звичайний, шавлія кільчаста та інші рослини.

## Фауна
Мешкають представники ентомофауни, занесені до Червоної книги України — махаон, подалірій, поліксена, жук-олень, рогач звичайний.